# Wohl Janka
Wohl Janka, Wohl Ida (Pest, 1841. szeptember 1. – Budapest, 1901. május 23.) az első magyar zsidó származású írónő. Wohl Stefánia nővére.

## Pályája
Wohl Ida néven született. Apja, dr. Wohl Sándor János evangélikus pesti sebész, a szabadságharc alatt honvédfőorvos; anyja, az eredetileg izraelita, később evangélikus hitre áttért Löwy Regina (a keresztségben Löwy Johanna Mária Dorottya; szül. Pest, 1808. április 12.) művelt asszony volt, akit olyan hírességek látogattak, mint Brunszvik Teréz és Teleki Blanka grófnők, Schedius Lajos, Szemere Pál, Ballagi Mór és mások. Wohl Idát 1843. február 19-én keresztelték a Pest-Deák téri németajkú evangélikus egyházközség templomában, a keresztségben a Johanna nevet nyerte. Keresztszülei voltak ő császári és királyi fensége Mária Dorottya ausztriai főhercegné, született württembergi hercegnő, magyarországi nádorné, valamint Szirmay született Gyürky Johanna ő méltósága és nagyságos Schedius Lajos királyi tanácsos és egyetemi oktató.
Szülei házában gondos nevelést kapott, magyarul is jól megtanult, pedig a zsidóság akkor még műveltségében és társalgásában teljesen német volt. Jankát eredetileg zongoraművésznőnek szánták, de idegessége miatt erről a pályáról lemondott és író lett. Már tizenhárom éves korában megjelent néhány írása a lapokban, tizenöt éves korában pedig verseskötete. Stefánia testvérével együtt szerkesztette 1870–1872 között a Divat című lapot. 1872 novemberében megalapították a Nők Munkakörét, mely tíz hónappal később összeolvadt a Magyar Bazárral, ezt 1873. októbertől szerkesztették. Szerkesztői munkájukkal a nővilág ízlésének és műveltségének fejlesztésére törekedtek. Ő és testvére szinte elválhatatlanok voltak az életben és irodalomban; a főváros társasági életében is nevezetes tényezőkként szerepeltek. Szalonjukban számos kitűnőség találkozott, így Haynald Lajos, Trefort Ágoston, Liszt Ferenc, Zichy Géza gróf; Arany János pedig atyai barátjuk volt (verset is írt Wohl Janka emlékkönyvébe címmel).
Wohl Janka négy nyelven foglalkozott irodalommal, sokat fordított angolból. Ő volt az első nő, aki a Magyar Tudományos Akadémia megbízásából fordítást végzett, nevezetesen fordított Symonds-tól (A renaissance) és Sainte-Beuve-től (Arcképek). 1897-ben a koronás arany érdemkereszttel tüntették ki. Halálát agyvérzés okozta.
Cikkei és költeményei saját lapjain kívül a következő kiadványokban jelentek meg: Kalauz (1857), Divatcsarnok (1859–1860), Hölgyfutár (1859-63), Részvét Könyve (1863), Hölgyek Lantja (1865),  Fővárosi Lapok  (1864. 50–52. sz. beszély és 56. sz. vers), Képes Világ (1872. vers és Emmi első szerelme című regénye); Pesti Napló 1886. 293. és  Magyar Salon (Emlékezés Liszt Ferencre); a Budapesti Hirlapban láttak napvilágot azok a levelei, melyekben londoni tapasztalatairól számolt be.
Sírja a Fiumei úti sírkertben található (28-2-103), melybe 1904-ben helyezte el végakaratának megfelelően a korábban elhunyt testvérével, Wohl Stefániával együtt a Mária Dorothea Egyesület. Az immár közös sírjukat a korábban elhunyt Stefánia síremléke (Zala György szobra) díszíti.

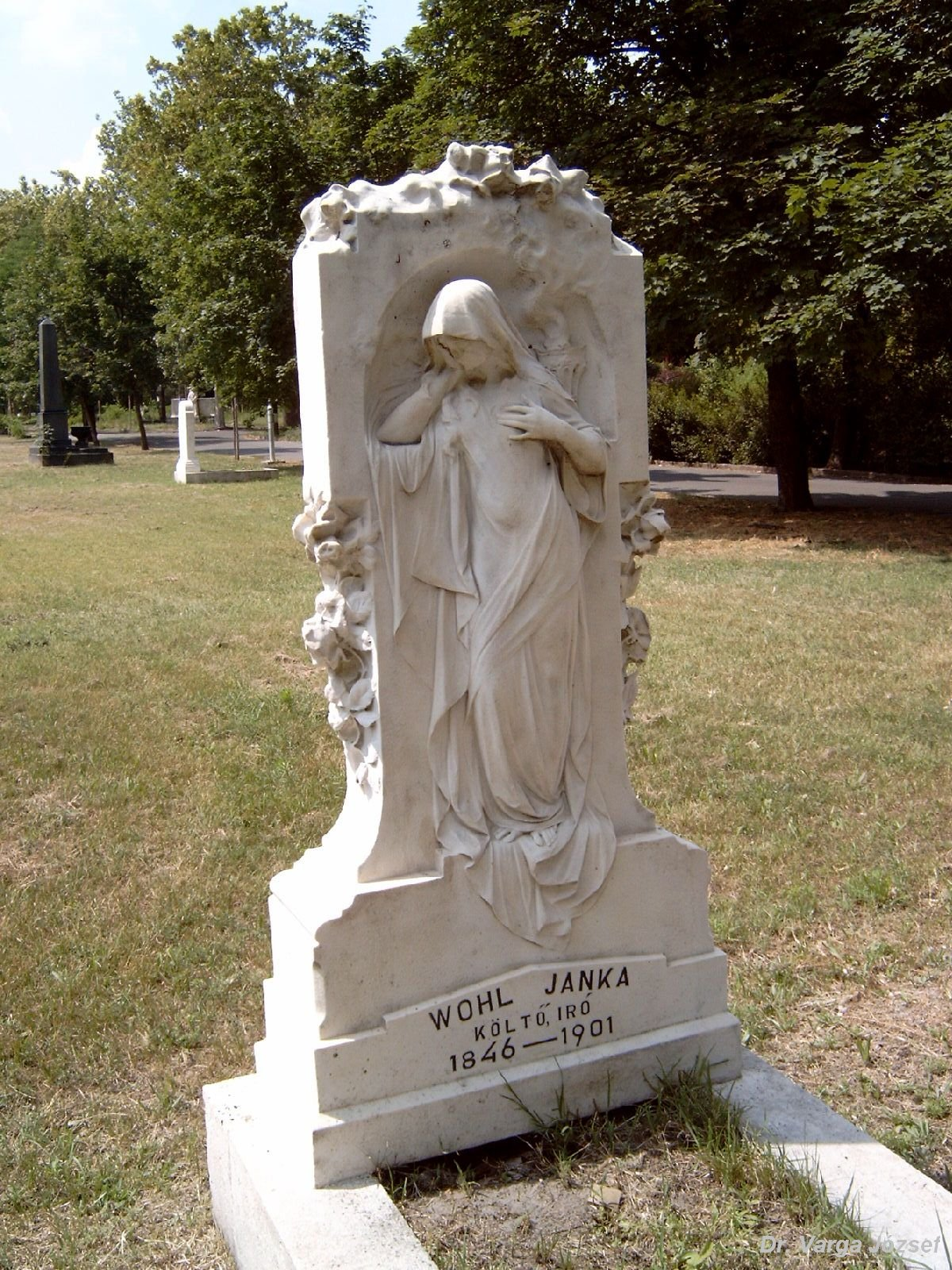
Sírja a Fiumei úti sírkertben (28-2-103), Zala György szobrával

## Munkái
- Wohl Janka költeményei. Kiadja Jókai Mór. Pest, 1861.
- Betleff Károly, Feloldhatatlan kötelékek. Ford. Bpest, 1874.
- Collins Wilkie, A gleninchi rejtély. Regény. Angolból ford. Bpest. 1875.
- Gaboriau Emil, Mások pénze. Regény. Francziából ford. Bpest, 1875.
- Dickens Károly, Copperfield Dávid személyes élettörténete, kalandjai, tapasztalatai és észrevételei, melyeket semmikép se szánt a nyilvánosság elé. Angolból ford. Bpest, 1877. Öt kötet.
- Beszélyek és tárczák. Bpest; 1877. (Wohl Stefániával együtt. Új olcsó kiadás. Bpest, 1883.)
- Mathers B. Helén, Jön a rozson át. Regény. Angolból ford. Bpest, 1878.
- Bradton M. E.,. Lady Cecil. Angol regény. Ford. Bpest, 1878.
- Alexander, Az ő legkedvesebb ellensége. Angol regény. Ford. Bpest, 1880. Két kötet.
- Edwards B. Amalia, A nyoma vesztett. Angol regény. Ford. Bpest, 1881.
- Greville Henrik, Dosia. Regény. Ford. Bpest, 1881.
- A titokzatos hang. Regény. Angolból ford. Bpest, 1882. Két kötet.
- Fothergill, Miss, A rokonok. Angol regény. Ford. Bpest, 1883. Két kötet.
- Braddon, M. E., Az arany borjú. Regény. Angolból ford. Bpest, 1885. Két kötet.
- Sand Georges, A percemonti torony. Regény. Ford. Bpest, 1885.
- Renaissance Olaszországban. III. kötet. A szépművészetek. Írta John Addington Symonds, ford. Bpest, 1886. (A Magyar Tudományos Akadémia Könyvkiadó-Vállalata.)
- Magunk közt. Regény három könyvben. Írta Ossip Subin. Németből ford. Bpest, 1886.
- F. Antony, Courteille János. Ford. Bpest. 1887.
- Franz Liszt. Erinnerungen einer Landsmännin. Jena, 1887. (Francziául is. Paris, 1887.)
- Sainte Beuve, Arczképek a franczia újabbkori társadalomból. Francziából fordította, jegyzetekkel és bevezetéssel ellátta. Bpest, 1888.
- Carmen Sylva, Ki kopog? Elbeszélés. Bevezetésül: Egy rajz. Írta Pierre Loti. Francziából ford. Bpest, 1890.
- A kerékpárról. Bpest, (1891.).
- A modern asszony breviáriuma. Budapest, 1895. (Hasonló, külföldi források nyomán írt műveltségterjesztő munkája több is megjelent: A szépség művészete, Az otthon könyve, Illemkönyv.)
- Neuhaus Malvin, A «Perfecta». Kiadta a M. Bazár. Bpest, 1898.
- A szépség művészete. Idegen források után összegyűjtve. Bpest, 1899.

Álnevei: Egy nagyvilági hölgy és Zichy Camilla. (Ezen a néven azonban a fordításban testvére is segítette.)